# Гамбелара (Равена)
Гамбелара је насеље у Италији у округу Равена, региону Емилија-Ромања.
Према процени из 2011. у насељу је живело 371 становника. Насеље се налази на надморској висини од 5 м.